# Dekanat Tworków
Dekanat Tworków – jeden z 36 dekanatów w rzymskokatolickiej diecezji opolskiej. Dekanat powstał w 1972 wraz z ustanowieniem diecezji opolskiej przez papieża Pawła VI bullą Episcoporum Poloniae coetus.
W skład dekanatu wchodzi 11 parafii:
- Parafia Wszystkich Świętych w Bieńkowicach
- Parafia św. Jadwigi w Bolesławie
- Parafia św. Anny w Chałupkach
- Parafia św. Anny w Krzyżanowicach
- Parafia Najświętszego Serca Pana Jezusa w Owsiszczu
- Parafia Matki Bożej Różańcowej w Raciborzu
- Parafia Najświętszego Serca Pana Jezusa w Roszkowie
- Parafia Trójcy Świętej w Rudyszwałdzie
- Parafia św. Piotra i Pawła w Tworkowie
- Parafia Św. Jadwigi w Zabełkowie